# Une infamie
Pour plus de détails, voir Fiche technique et Distribution.
Une infamie (Social Hypocrites) est un film américain réalisé par Albert Capellani, sorti en 1918.

## Fiche technique
- Titre : Une infamie
- Titre original : Social Hypocrites
- Réalisation : Albert Capellani
- Scénario : Albert Capellani et June Mathis d'après la pièce d'Alice Ramsey (en)
- Photographie : Eugene Gaudio
- Pays de production : États-Unis
- Format : Noir et blanc - 1,33:1 - Film muet
- Genre : drame
- Durée : 60 minutes
- Date de sortie : 1918

## Distribution
- May Allison : Leonore Fielding
- Marie Wainwright : Maria, Duchesse de Saint Keverne
- Joseph Kilgour : Lord Royle Fitzmaurice
- Henry Kolker : Dr Frank Simpson
- Stella Hammerstein (en) : Lady Vanessa Norton
- Frank Currier : Colonel Francis Fielding